# El Capitan (film)
Pour plus de détails, voir Fiche technique et Distribution.
El Capitan est un film du réalisateur Fred Padula qui retrace l'une des premières ascensions de The Nose sur El Capitan dans la vallée de Yosemite en Californie. Il a remporté plusieurs prix dans des festivals de films à travers le monde.

## Synopsis
Le film suit trois grimpeurs alors qu'ils font 3 000 pieds (914,4 m) d'ascension verticale de The Nose, la première ascension d'un big wall (escalade d'une paroi en plus d'un jour) sur El Capitan. Un quatrième grimpeur suit le groupe et filme leur ascension, mais n'apparaît jamais à l'écran. Il faut trois jours pour atteindre le sommet, ce qui signifie que les grimpeurs doivent passer deux nuits à dormir sur des corniches abruptes, se réveillant sur de magnifiques images. Plusieurs minutes du film sont filmées dans le noir quand les grimpeurs sont rattrapés par la tombée de la nuit, avant d'atteindre un rebord pour passer la nuit. L'écran est sombre quand un grimpeur est entendu en train d'assurer un autre lorsqu'un point d'ancrage cède et le grimpeur de tête tombe, puis est retenu, heureusement sain et sauf, par le point précédent.

## Fiche technique
- Titre original : El Capitan
- Réalisateur : Fred Padula
- Directeur de la photographie : Glen Denny (Son nom apparaît sur l'affiche[2] juste après et de la même taille que les noms des trois acteurs.)
- Producteur : Fred Padula
- Pays d'origine :  États-Unis
- Langue originale : anglais
- Format : 16 mm Couleurs
- Genre : documentaire
- durée : 60 minutes

## Distribution
- Gary Colliver
- Richard McCracken
- Lito Tejada-Flores

## Techniques d'escalade présentées
Les grimpeurs utilisent des techniques reconnues et en l'état de l'art pour cette époque. Par exemple, ils portent des sangles en nylon tubulaire « ceintures swami » autour de leur corps et attachent la corde directement à eux plutôt que sur des baudriers accrochés à la corde avec des mousquetons. Aussi, même s'ils utilisent des coinceurs hexagonaux ou des bicoins, on les voit enfoncer des pitons dans les fissures de la paroi.

## Production
Le tournage en 16 mm a commencé sur la voie le 20 mai 1968 et a duré jusqu'en juin, plus des scènes tournées à l'automne et au printemps 1969. Le projet a d'abord été financé avec l'aide du fondateur de The North Face Doug Tompkins, qui a amené son ami Peter J. Avenali, ainsi que le grimpeur Glen Denny et le réalisateur. Des financements suivants vinrent de l'American Film Institute. La première du film a eu lieu au Musée d'art moderne de San Francisco, en 1978. Une première version du film remasterisé en digital a été montrée au Festival du film montagnard de Banff en 2007 . Au début de 2013, le cinéaste a fini une restauration numérique financée par un Kickstarter et a réédité le film sur disques Blu-ray et DVD. Les Blu-ray et DVD sont distribués par Western Eye Press une société détenue par Lito Tejada-Flores, l'un des grimpeurs vedettes du film.

## Récompenses
Le film a reçu des prix des festivals de cinéma suivants :
- La Plagne
- Trento
- Les Diablerets
- Munich
- Banff
- Festival du film de Telluride